# IC 176
IC 176 је спирална галаксија у сазвјежђу Кит која се налази на листи објеката дубоког неба у Индекс каталогу.
Деклинација објекта је - 2° 1' 8" а ректасцензија 1h 56m 53,5s. Привидна величина (магнитуда) објекта IC 176 износи 14,1 а фотографска магнитуда 14,8. Налази се на удаљености од 57,587 милиона парсека од Сунца. IC 176 је још познат и под ознакама UGC 1426, MCG 0-6-4, CGCG 387-5, FGC 216, KUG 0154-022, PGC 7306.